# Principio
Un principio è un concetto che indica le basi e i presupposti iniziali su cui si basa o poggia una teoria o una dottrina, e che assumono, per convenzione o riconosciuto diritto, validità generale ed universale all'interno stesso di essa.

## Caratteristiche
Da esso discendono dunque per deduzione o logica conseguenza, ovvero in maniera coerente al principio stesso, tutta una serie di leggi secondarie che caratterizzano la teoria in questione, oppure viceversa tutte le leggi della teoria devono rispettare il principio cardine della stessa per essere inserite all'interno.
In matematica, per esempio in geometria, i principi sono costituiti da concetti “primitivi” autoevidenti, oggetto di definizione, o da assiomi o postulati, che costituiscono le “regole” da cui sono dedotti necessariamente i teoremi. Solo quest’ultimi possono essere dimostrati. Non possono essere dimostrati, invece, i principi, poiché per farlo bisognerebbe dedurli da qualcos’altro, ma, allora, non sarebbero “principi”. Ecco perché si parla di autoevidenza.
Nelle scienze sperimentali in genere un principio è indimostrabile in senso assoluto, ma viene assunto per vero in virtù della molteplicità delle osservazioni che lo verificano e le predizioni che esso, e le leggi da esso derivate, consentono di fare, venendo al contempo meno, ovvero perdendo la sua caratteristica di universalità, in presenza anche di una sola evidenza sperimentale che lo neghi, com'è tipico della scienza e del suo metodo sperimentale.
In altri contesti, come nel diritto e in filosofia, un principio è assunto come tale in quanto riconosciuto come legittimamente fondativo o eticamente corretto.
Alcuni esempi in quest'ambito sono l'arché dei presocratici, il mondo platonico delle idee, la Causa prima aristotelica, il Logos degli stoici, l'Uno neoplatonico, il Dio delle religioni, ecc. i quali costituiscono un principio non solo cronologico, ma anche ontologico, cosmologico o archetipico.